# 分子轨道对称守恒原理
分子轨道对称守恒原理（伍德沃德-霍夫曼规则），是凭借轨道对称性来判断周环反应产物立体化学性质的一套规则，由罗伯特·伯恩斯·伍德沃德和罗德·霍夫曼于1965年提出。它主要用于分析电环化反应、环加成反应和σ迁移反应，运用前线轨道理论和能级相关理论来分析周环反应，总结出其立体选择性规则，并根据这些规则判断周环反应是否可以进行，以及反应的立体化学特征。
分子轨道对称守恒原理认为：化学反应是分子轨道进行重组的过程。在协同反应中，由原料到产物，分子轨道的对称性始终不变，是守恒的，因为只有这样，才能用最低的能量形成反应中的过渡态。符合分子轨道对称守恒原理的反应途径被称为是“对称性允许”的，不符合该原理的反应途径则被称为是“对称性禁阻”的。用扩展休克尔方法进行的理论计算支持了该原理所进行的预测，但在某些特殊情况（如施加应力）下，得到的产物不符合分子轨道对称守恒原理。

## 电环化反应
分子轨道对称守恒原理最初用于解释电环化反应在光照和加热下生成不同产物的事实。1965年，霍夫曼和伍德沃德在美国化学会志上发表的题为“分子轨道对称守恒原理”的文章，其中将该规则归为三点：
- 基态时，链形4n体系反应物的HOMO有不同的对称性，加热时都必须采取顺旋关环的方式；
- 基态时，链形4n+2体系反应物的HOMO有相同的对称性，加热时都必须采取对旋关环的方式；
- 光照时，反应物HOMO的一个电子被激发到LUMO上，因此反应选择性发生颠倒。

分子轨道对称守恒原理还预测了一些带电荷的体系发生电环化反应时得到的产物：
环丙烷正离子 → 烯丙基正离子：对旋
环丙烷基自由基 → 烯丙基自由基：顺旋
环丙烷负离子 → 烯丙基负离子：顺旋
环戊二烯正离子 → 戊二烯基正离子：顺旋
因此电环化反应的立体选择性可以通过下表来总结。需要注意的是，允许和禁阻仅代表特定条件下发生协同反应的活化能的相对大小，并不排除反应按照其他机理进行，也不代表反应能否进行的绝对可能性。
| 链形共轭烯烃的π电子数                            | 4n+2 | 4n+2 | 4n   | 4n   |
| ------------------------------------------------ | ---- | ---- | ---- | ---- |
| 顺旋                                             | Δ    | hν   | Δ    | hν   |
| 顺旋                                             | 禁阻 | 允许 | 允许 | 禁阻 |
| 对旋                                             | Δ    | hν   | Δ    | hν   |
| 对旋                                             | 允许 | 禁阻 | 禁阻 | 允许 |
| 注：“允许”指“对称性允许”，“禁阻”指“对称性禁阻”。 |      |      |      |      |

## 轨道对称守恒的一般规则
电环反应的轨道对称守恒规则被提出后，伍德沃德和霍夫曼又将其推广于其他周环反应。他们定义了新的术语“同面”（suprafacial） 与“异面”（antarafacial）来形容反应过渡中的“组分”的拓扑关系。简单的说，在σ键、π体系的同一侧的键形成或破裂叫做“同面”，相反两侧叫做“异面”。电环反应的顺旋和对旋两类分别归入异面组分过渡态和同面组分过渡态两类。轨道对称守恒的一般规则是：过渡态异面组分数目与过渡态电子对数目之和为奇（偶）数则反应为热允许（禁阻）。
举例：
[4+2]-环加成反应（Diels-Alder）的过渡态包含两个同面组分，没有异面组分，过渡态有三对电子参与。3+0=3 （奇数），允许。
丁二烯的顺旋电环反应的过渡态包含一个异面组分，过渡态有两对电子参与。1+2=3 （奇数），允许。

## 争议
2004年艾里亚斯·詹姆斯·科里在获得普里斯特利奖时，声称当初是他向伍德沃德提出的分子轨道对称守恒原理，而伍德沃德和霍夫曼“剽窃”了他的思想。此事引起争议。不久后霍夫曼在《应用化学》期刊上发表文章反驳科里的观点，并指出科里于1963年和1965年完成的全合成中，虽然应用了一个电环化反应，但他却并没有对反应的立体专一性作出具体的解释。
该反应实际上是4n+2体系在光照下发生的顺旋开环反应。